# Loikaw
Loikaw is een stad in Myanmar en is de hoofdplaats van Kayah.
Loikaw telt naar schatting 19.000 inwoners.